# ناتالي دي بلوا
ناتالي جريفين دي بلوا (2 أبريل 1921 - 22 يوليو 2013) مهندسة معمارية أمريكية. بدأت حياتها المهنية في الهندسة المعمارية عام 1944 وأصبحت معروفة كرائدة في عالم الهندسة المعمارية الذي يهيمن عليه الذكور. كانت شريكة لسنوات عديدة في شركة سكيدموري، أوينغس وميريل. من أعمالها البارزة مقر شركة بيبسيكو الرئيسي وليفر هاوس و270 بارك أفينيو في مدينة نيويورك ومبنى الإنصاف في شيكاغو وأجزاء من المقر الرئيسي لشركة فورد في ديربورن، ميشيغان. تم تضمين العديد من مباني ناتالي دي بلوا في قائمة أطول المباني التي صممتها النساء في العالم. قامت بعد ذلك بتدريس الهندسة المعمارية في جامعة تكساس في الثمانينيات والتسعينيات.